# 중앙아시아
중앙아시아(中央-, Central Asia) 또는 중앙유라시아는 아시아의 핵심 지역 중 하나로, 서쪽으로 카스피해부터 동쪽으로는 중화인민공화국까지, 북쪽으로는 러시아부터 남쪽으로는 아프가니스탄에 이르는 지역이다. 스탄이 붙는 여러 국가들이 이곳에 산재해 있는데, 스탄은 페르시아어로 "~의 땅"이라는 의미를 지니고 있다. 중앙아시아는 넓은 범위로 보았을 때 유라시아 대륙의 일부로 포함된다.
현대적 의미에서 중앙아시아는 옛 소련의 5개 공화국을 지칭하고 있다. 카자흐스탄, 키르기스스탄, 타지키스탄, 투르크메니스탄, 우즈베키스탄이 중앙아시아에 포함되는 국가로 인구는 2013년에서 2014년 사이의 기준으로 약 6,600만 명이다. 인구가 3110만 명인 아프가니스탄도 중앙아시아에 포함되기도 한다. 이는 지정학적 범주에서 본 중앙아시아로 유네스코에서 정의한 중앙아시아의 범위는 이보다 훨씬 넓은 지역을 포함한다.
중앙아시아의 정확한 범위에 대해서는 다양한 정의가 존재하는데 어느 것이 분명한 것인지는 일반적으로 받아들여지고 있지 않다. 경계에 대한 명확한 범위가 없음에도 이 지역은 전반적으로 유사한 특성을 실질적으로 가지고 있다. 하나를 예로 들자면 중앙아시아 사람들은 비단길과 유목민의 역사와 밀접한 관련을 맺고 있다. 중앙아시아는 유럽과 아시아 대륙 사이에서 사람, 물자, 그리고 문화의 이동로 역할을 해왔다.

## 특징

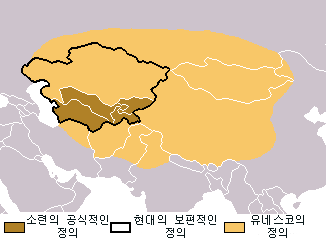
중앙아시아 지역에 대한 세가지 정의

중앙아시아 지도.

구분된 지역으로서의 중앙아시아에 대한 생각은 1843년 지리학자 알렉산더 폰 훔볼트가 처음 도입했다. 중앙아시아의 국경은 여러 정의들에 따라 나누어진다. 정치적인 지리학과 지리문화학을 통해 역사적으로 2개의 중요한 한도가 중앙아시아에 대한 정의에 관한 학구적인 문학들에 광범위하게 사용된다.
가장 제한적인 정의는 소련에서 정의했던 지역으로, 중앙아시아를 우즈베키스탄, 투르크메니스탄, 타지키스탄, 키르기스스탄이 중앙아시아의 구성국으로 보고 있다. 이 정의는 이 시기 소련 외부에서도 종종 사용되었다. 하지만 러시아 문화는 2개의 구별되는 용어를 가지고 있다. Средняя Азия (Srednyaya Aziya 또는 "소비에트 중앙아시아")는 더 제한된 정의로 전통적으로 슬라브족이 거주하지 않는 중앙아시아의 영토로 역사적인 러시아의 국경 지대에 합병된 지역을 일컫지만, Центральная Азия (Tsentralnaya Aziya 또는 "중앙아시아")는 조금 더 넓은 범위의 정의로 역사적으로 러시아의 영토였던 적이 단 한 번도 없는 중앙아시아 영토를 포함한다. 독립 이후 소비에트 중앙아시아의 지도자 4명이 타슈겐트에 만나 중앙아시아의 정의에 소련이 포함한 4개국 외에도 카자흐스탄을 포함해야 한다고 선언했다. 이후 이것이 중앙아시아의 가장 일반적인 정의가 되었다.
1992년 출판된 유네스코 중앙아시아 문명의 역사는 중앙아시아를 "아프가니스탄, 북동부 이란, 파키스탄, 북인도, 중국 서부, 몽골과 옛 소비에트 중앙아시아 공화국들"이라고 정의내렸다. 대안은 중앙아시아를 민족성으로 분류하는 것이며 특히 동부 투르크족과 동부 이란인, 몽골인이 집중된 지역에 기초하는 것이다. 이 지역들에는 남부 시베리아의 튀르크인 지역과 소비에트 중앙아시아 5개국, 아프간 투르케스탄, 카슈미르 분지, 신장위구르 자치구를 포함한다. 아프가니스탄 전체와 파키스탄 북부 및 서부 지역도 이 지역에 포함될 수 있다. 티베트와 라다크인 거주 지역도 포함될 수 있다. 요약하자면 언급한 모든 민족은 넓은 지역의 원주민으로 분류될 수 있다.
아시아의 중심이라 주장되는 몇몇 지역이 있다. 러시아 내에 위치한 투바 공화국의 수도인 키질이나 신장 위구르 자치구의 수도 우루무치에서 북쪽으로 200km 떨어진 지역이 대표적인 예시다. 다니엘 파입스는 중앙아시아를 중동과 종교가 같은 아제르바이잔을 포함시켜 6개국으로 분류하기도 했다. 일부 학자들은 중앙아시아를 신중동이라는 용어로 새롭게 정의하기도 했다.

## 지리

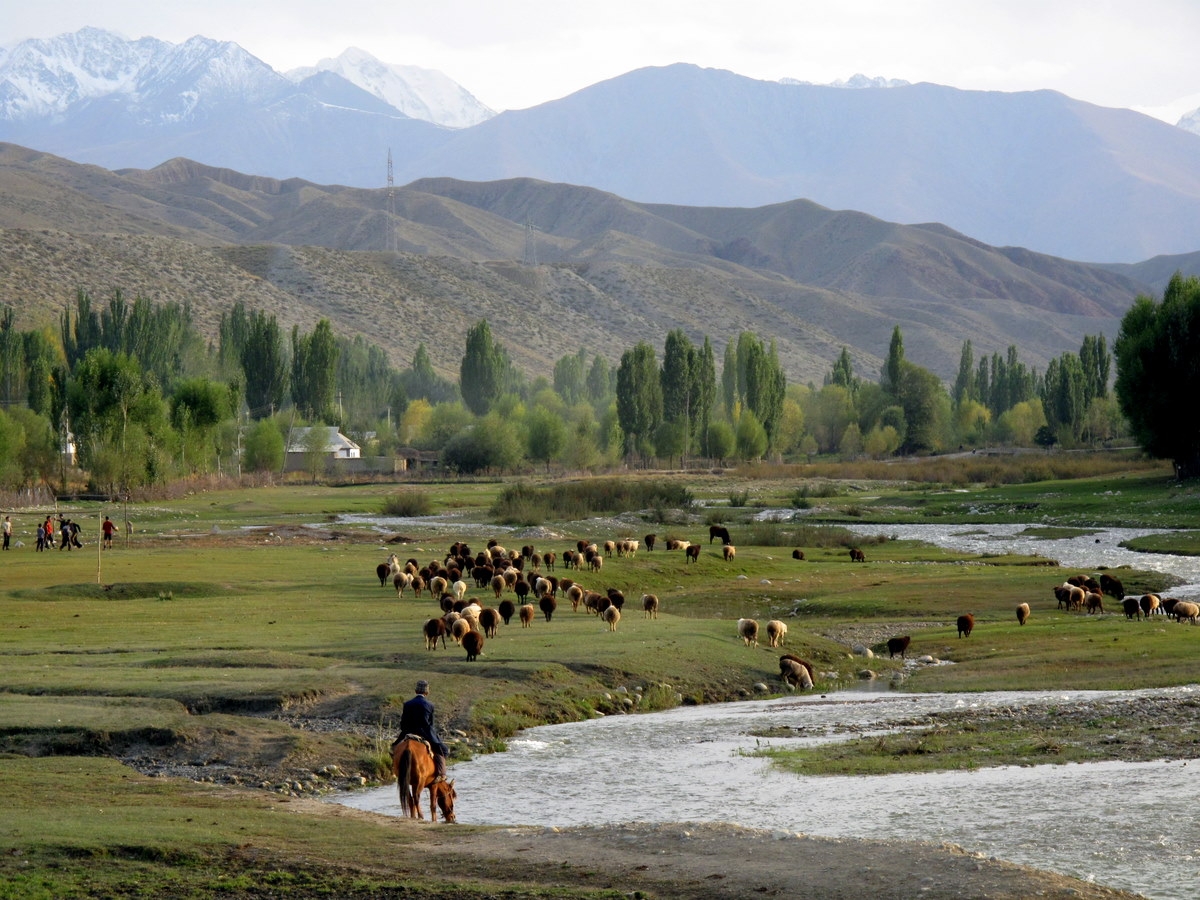
이식쿨주에 위치한 이식쿨호 남쪽 지역.

중앙아시아는 다양한 지리가 있는 매우 넓은 지역이다. 높은 고개와 톈산산맥과 같은 험준한 산맥, 타클라마칸사막, 키질쿰사막과 같은 넓은 사막, 그리고 특히 나무가 없고 풀이 많은 스텝이 중앙아시아의 지리에 포함되어 있다. 중앙아시아의 넓은 스텝 지역은 동유럽의 스텝 지역과 동일한 지리학적 지역으로 분류되며, 두 지역을 합쳐 유라시아 스텝이라 부르기도 한다. 중앙아시아의 대부분 지역은 농경을 하기 위해 매우 건조하거나 바위가 많다. 고비 사막은 파미르고원의 입구인 동경 77°에서 다싱안링산맥이 있는 동경 116°–118°까지 뻗어있다.
중앙아시아는 아래와 같은 지리학적 요소를 갖추고 있다.
- 세계에서 가장 북쪽에 위치한 사막, 몽골의 부우루크 데링 엘스 50°18′ N.
- 북반구에서 최남단에 위치한 영구동토층, 몽골의 에르덴스토크 46°17′ N.
- 세계에서 가장 짧은 사막과 영구동토층의 경계선
- 유라시아 도달불능극

대부분 이곳에 거주하는 인구는 가축을 키우며 생계를 유지한다. 산업화는 지역의 주요 도시에 자리잡고 있다. 아무다리야강, 시르다리야강, 이르티시강, 하리강, 무르가브강과 같은 주요 강이 이 지역에 위치하고 있다. 카스피해를 포함하는 서부 및 중앙아시아에 위치한 거대한 내륙유역의 일부인 아랄해와 발하시호가 주요 수자원 공급원이다. 산업적 목적과 개간 산업을 통한 강의 분산으로 아랄 해와 발하시 호 모두 수량이 줄고 있다. 수자원은 중앙아시아에서 가장 희귀한 자원이며, 이것은 국제적 분쟁을 야기할 수 있다.

## 역사적 지역
중앙아시아는 시베리아의 숲들을 북쪽 경계로 삼고 있다. 중앙아시아, 그 중 카자흐스탄의 북반 지역은 유라시아 스텝의 중앙부에 해당한다. 서쪽으로 카자흐 스텝은 러시아-우크라이나 스텝과 합쳐지며 동쪽으로는 준가르와 몽골의 스텝, 그리고 사막과 연결된다. 남쪽으로 갈 수록 땅은 점차 건조해지고 유목 인구가 점차 줄어든다. 남쪽의 인구밀집지역과 도시들은 관개가 가능한 지역이다. 주요 관계 지역은 아무다리야강과 시르다리야강을 따라서 있거나 동부 산맥 곳곳에 산재해 있으며, 이란 국경지역인 코페트다그산맥 북쪽에도 밀집되어 있다. 코페트다그산맥 동쪽은 메르브의 중요한 오아시스들이 있으며 헤라트나 발흐와 같은 아프가니스탄에 위치한 몇몇 도시들이 있다. 톈산산맥의 2개의 돌출부가 동쪽산맥들에 3개의 만입부를 형성한다. 북쪽의 가장 큰 만입부가 카자흐스탄 동부로 전통적으로 제추 또는 세미르체예로 불렸는데, 이 지역은 발하시호를 구성한다. 중앙에는 작지만 인구가 밀집된 페르가나 분지가 위치해 있다. 남쪽이 박트리아로 이후 토차리스탄이라 불리게 되며 아프가니스탄의 힌두쿠시산맥과 접하고 있다. 페르가나 계곡에서 시르다리야강이 발원하며 박트리아에서 아무다리야강이 발원한다. 두 강 모두 북서쪽 방향으로 흐르며 아랄해로 유입된다. 옥수스강이 아랄 해와 만나는 지점에서 거대한 삼각주가 형성되는데, 이것이 화레즘 지역으로 히바 칸국이 이 지역에 자리잡았다. 옥수스강 북쪽은 부하라와 사마르칸트와 같은 교역도시들에게 수자원을 제공하는 제라프샨강이 흐르고 있다. 다른 거대 상업도시에는 페르가나 분지 입구에 위치한 타슈켄트가 있다. 옥수스강 북쪽은 트란스옥시아나 또는 소그디아나라고 부르는데, 소그디아는 비단길을 장악한 소그드인들이 이 지역에서 활동했기 때문에 붙여진 이름이다.
키질쿰 사막과 준사막이 옥수스강과 시르다리야강 사이에 있으며 카라쿰 사막이 옥수스강과 투르크메니스탄의 코페트다그산맥 사이에 위치하고 있다. 호라산이 이란과 아프가니스탄의 북부를 의미하며, 메르구는 메르브 인근 지역을 일컫는 말이다. 우스튜르트 고원이 아랄 해와 카스피 해 사이에 위치하고 있다. 코페트다그산맥을 가로질러 남쪽에 페르시아, 즉 이란이 위치하고 있다.

## 같이 보기
- 아시아
- 북아시아
- 동유럽
- 튀르키스탄

## 참고 문헌
- Jang, byeong ock (2001년 5월 31일). 《America, Russia, Iran and Turkey's New Great Game》.